# Life Is Peachy
Life Is Peachy – drugi album amerykańskiego zespołu numetalowego Korn, wydany w 1996 roku.
Utwór "Twist", otwierający płytę, zawiera elementy scatu. Największym przebojem okazał się "A.D.I.D.A.S.", którego tytuł to akronim od zdania All Day I Dream About Sex (Cały dzień marzę o seksie). Utwór "Lowrider" został zaśpiewany przez gitarzystę Heada i nagrany w dniu jego urodzin.

## Lista utworów
1. "Twist" – 0:49
2. "Chi" – 3:54
3. "Lost" – 2:55
4. "Swallow" – 3:38
5. "Porno Creep" – 2:01
6. "Good God" – 3:20
7. "Mr. Rogers" – 5:10
8. "K@#Ø%!" (Kunt) – 3:02
9. "No Place to Hide" – 3:31
10. "Wicked" (feat. Chino Moreno) (cover Ice Cube’a) – 4:00
11. "A.D.I.D.A.S." – 2:32
12. "Lowrider" (cover War) – 0:58
13. "Ass Itch" – 3:39
14. "Kill You" – 8:37

- - "Twist Acappella" (hidden track)

## Single
- "No Place to Hide" (1996)
- "A.D.I.D.A.S." (1996)
- "Good God" (1997)